# Forces armées mauritaniennes
Les Forces armées mauritaniennes sont composées, en 2020, des forces terrestres (~50 000 militaires), de la marine (30 000), de la force aérienne (350) ainsi que d'une Gendarmerie (~4 000).

## Histoire
En 2019, la quasi-totalité des trente-quatre généraux mauritaniens sont des Maures blancs. Seuls deux sont Haratines [descendants d'esclaves] et aucun Négro-africain,.

## Force terrestre
Les forces terrestres mauritanienne sont constituées de plus de 15 000 hommes et femmes et comprend les unités et équipements suivants[Quand ?] :
Unités
- 2 bataillons de troupes à chameau (Garde Nationale)
- 1 bataillon de blindés
- 1 escadron de reconnaissance blindé
- 8 bataillons d'infanterie
- 7 bataillons d'infanterie mécanisée
- 3 bataillon parachutiste
- 3 bataillons d'artillerie
- 4 batteries de défense anti-aérienne
- 4 compagnie du génie
- 1 bataillon de garde présidentielle (BASEP)
- 6 Groupement spécial d'intervention

Équipements principaux
| Équipement                | Mission                              | Nombre | Mise en service |
| T-55                      | Char de combat                       | 35     | 1991            |
| AML 60                    | Véhicule blindé léger                | 20     | 1970            |
| AML 90                    | Véhicule blindé léger                | 40     | 1970            |
| Alvis Saladin (en)        | Véhicule blindé léger                | 40     | 1990            |
| M3 Panhard                | Véhicule blindé transport de troupes | 20     | 1978            |
| ACMAT Bastion             | Véhicule blindé transport de troupes | 7      | 2019            |
| M8                        | Véhicule blindé à roues              | 15     | 1960            |
| Alvis Saracen (en)        | Véhicule blindé transport de troupe  | 5      | 1990            |
| M 101                     | Canon tracté de 105 mm               | 36     |                 |
| D-30                      | Obusier tracté de 122 mm             | 20     |                 |
| D-74                      | Canon tracté de 122 mm               | 24     |                 |
| MO 120 RT                 | Mortier de 120 mm                    | 30     |                 |
| Mortier de 81 mm          | Mortier de 81 mm                     | 24     |                 |
| Mortier M2 (en)           | Mortier de 60 mm                     | 60     |                 |
| MILAN                     | Missile anti-char                    | 24     |                 |
| RPG-7                     | Arme anti-char                       | 48     |                 |
| Canon sans recul M40      | Arme anti-char                       | 90     |                 |
| Canon sans recul M20 (en) | Arme anti-char                       | 24     |                 |
| SA-7                      | Missile surface-air                  | 100    |                 |
| SA-9                      | Missile surface-air                  | 4      |                 |
| ZPU-4                     | Canon antiaérien de 14,5 mm          | 12     |                 |
| ZU-23-2                   | Canon antiaérien de 23 mm            | 20     |                 |
| 61-K (en)                 | Canon antiaérien de 37 mm            | 10     |                 |
| AZP S-60                  | Canon antiaérien de 57 mm            | 12     |                 |
| KS-19                     | Canon antiaérien de 100 mm           | 12     |                 |

## Marine
La Marine de Mauritanie est servie par 650 hommes et utilise principalement 13 patrouilleurs à partir des bases navales de Nouadhibou et Nouakchott. Les navires en service sont[Quand ?] :
| Navire              | Nombre | Details |  |
| ------------------- | ------ | --- |  |
| L981 Nimlane        | 1      | navire de débarquement de 1 750 t, avec hélicoptère sur le pont arrière et deux bateaux pour l'infanterie marines et un canon de 76 mm mis à l'eau le 22 octobre 2018 par le chantier naval chinois Wuchuan. |  |
| Limam El Hadrami    | 1      | Déplacement : 80 t standard - Vitesse maximale : 14 nœuds - Distance franchissable : 900 milles nautiques à 11 nœuds - Équipage : 13 (1 officier, 12 matelots) - Armement : 2×2 14,5 mm (AA et surface).     |  |
| Vedettes            | 2      | de 20m |  |
| Arguin              | 1      | |  |
| Abou Bekr Ben Amer  | 1      | Mis en service et inauguré en 1992. |  |
| Patrouilleur Gorgol | 1      | |  |
| Timbedra            | 1      | |  |

## Force aérienne
La Force aérienne islamique de Mauritanie est servie par 350 hommes et déploie principalement 15 avions de transport et 6 hélicoptères à partir des bases aériennes de Nouadhibou, Atar et Nouakchott[Quand ?].
Appareils en service
Public : 
| Appareil                        | Mission                           | Nombre | Mise en service | Remarques                                                        |
| Embraer EMB 314                 | Avion d'entraînement et d'attaque | + de 4 |                 | Achetées du constructeur                                         |
| Marchetti SF.260                | Avion d'entraînement et d'attaque | 4      | 2000            |                                                                  |
| Basler BT-67                    | Avion cargo                       | 1      | 1998            |                                                                  |
| Cessna 208 Caravan              | Avion de transport                | 2      | 2014            | Donnés par les États-Unis, convertis en avions de reconnaissance |
| Cessna 337                      | Avion de liaison                  | 2      | 1976            |                                                                  |
| Harbin Y-12                     | Avion de transport                | 1      | 1995            | Un autre appareil s'est écrasé en 1996                           |
| Xian Y-7                        | Avion de transport                | 1      | 1997            |                                                                  |
| CASA C-212                      | Avion de transport                | 1      | 2008            |                                                                  |
| CASA CN-235                     | Avion de transport / Cargo        | 2      | 2019            | Reçu par les Emirats Arabes Unis                                 |
| BN-2 Islander                   | Avion de transport léger ADAC     | 9      | 1976            |                                                                  |
| Pilatus PC-6/B2-H4 Turbo-Porter | Avion de transport léger ADAC     | 1      | 2012            |                                                                  |
| Harbin Z-9                      | Hélicoptère polyvalent            | 2      | 2003            |                                                                  |
| Hughes MD 500 Defender          | Hélicoptère léger                 | 4      |                 |                                                                  |
| AgustaWestland AW109            | Hélicoptère                       | 2      | 2014            |                                                                  |